# BOAT RACE振興会
BOAT RACE振興会（ボートレースしんこうかい）は、ボートレースの発展・普及を目的とした一般財団法人である。
1990年に「財団法人モーターボート競走近代化研究センター」として設立。モーターボート競走の振興のための調査・研究・広報活動のほか、テレボートの管理や情報処理システムの構築などを通して、ボートレースの健全な発展を目指すことを念頭に置いている。

## 沿革
- 1990年5月 「財団法人モーターボート近代化研究センター」として設立
- 1999年10月 「財団法人競艇情報化センター」に名称変更
- 2007年4月 「財団法人競艇振興センター」（通称：競艇振興会）に名称変更[5]
- 2010年4月 通称を「BOAT RACE振興会」[5]に変更
- 2013年4月 正式名称も「一般財団法人BOAT RACE振興会」[5]に変更
- 2019年12月 事務所、ホール、スタジオ、カフェを含む複合施設「SIX WAKE ROPPONGI」竣工[6][7]
- 2020年3月 法人所在地を港区三田から港区六本木に変更。

## SIX WAKE ROPPONGI
SIX WAKE ROPPONGIは、BOATRACEを世界に広く伝え、ボートレースのイメージアップと新たなファンの獲得、未来への基盤の強化、事業を通じた社会貢献を目的とした施設。舟券売場（ボートピア）は入っていない。
- SIX WAKE HALL - ボートレースのブランディングとマーケティングの拠点となるホールで、毎週日曜日のBSフジ→BSテレビ東京番組やビッグレースのレースライブを公開生放送する[8]。それ以外に、J-WAVEで本団体が提供している番組「ROPPONGI PASSION PIT」→「DIVE TO THE NEW WORLD」（共に土曜23:00 - 24:00）の収録（回によっては公開収録）も行う。
- SIX WAKE GARDEN
- SIX WAKE サテライトスタジオ - GARDEN沿いにあり、ボートレースに関するプログラムをライブ発信[8]。
- VERVE COFFEE ROASTERS - 新宿NEWoMan店、鎌倉雪ノ下店、に次ぐ出店の、ヴァーヴ コーヒー ロースターズの日本法人によるカフェ[9]。
- BOATRACE プロモーションブース - SIX WAKEブランドなどのディスプレイを展開[8]。
- BOAT RACE六本木 - BOAT RACE振興会の本社ビル[10]。それ以外のボートレース関連企業（日本レジャーチャンネル等）も本ビルに入る。

## 広報活動
- テレビ・ラジオ中継「BOAT RACEプレミア」
  - 地上波・BS　SG、プレミアムGIが行われる節に随時地上波・BS中継実施
  - ラジオ　文化放送を基幹局としてSG優勝戦を中心に放送
  - 日曜夕方のボートレース関連情報番組への1社提供（上記の放送がない日に編成）
    - 「アインシュタイン・山崎紘菜 Heat&Heart!」（2020年4月5日～ 文化放送・ラジオ大阪）

  - BSフジ「BOAT RACEプレミア 〜ハートビートボート+〜（旧：BOAT RACEライブ 〜勝利へのターン〜→BOAT RACEプレミア 〜ハートビートボート〜）」（2025年3月まで）→BSテレビ東京「BOAT RACEプレミア 全力YELL!ボートレーススピリッツ」（2025年4月から）を毎週日曜16時台にレギュラー放送（SG、プレミアムGI以外の記念競走なども放送）
- テレビコマーシャル・雑誌・新聞広告
  - 1995年ごろに一般公募による「モーターボートクィーン」というキャンペーンガールがあり、関本彩子がそれに就任。
  - 1994年までと、1999年以後は芸能人をイメージキャラクターに起用している。競艇#CM出演参照
- キャラクター
  - 「ていちゃん」- アザラシをモチーフにしたキャラクター。「れいちゃん」という妹「ぼーちゃん」という弟も存在する。